# Handyanwadi, Chikodi
Handyanwadi là một làng thuộc tehsil Chikodi, huyện Belgaum, bang Karnataka, Ấn Độ.